# 王屏 (成化進士)
王屏（1447年—?），字惟昇，直隸松江府華亭縣人，軍籍，明朝政治人物。進士出身。

## 生平
早年出身國子生，成化十年（1474年）甲午科應天府鄉試第九十六名。成化十四年（1478年）戊戌科會試第一百七十七名，殿試登進士第三甲第七十四名。

## 家族
曾祖父王彥暉。祖父王璘，曾任封寺副。父亲王祐，曾任按察司僉事。母陸氏，封安人；繼母何氏。重庆下。弟幹、翊。娶趙氏。